# Dee Dee Ramone
Dee Dee Ramone, eredeti nevén Douglas Glenn Colvin (Fort Lee, Virginia, 1951. szeptember 18. – Hollywood, Los Angeles, 2002. június 5.) német származású amerikai dalszerző és basszusgitáros, alapító tagja a Ramones-nak.
Bár a Ramones dalok nagy része az összes taghoz kötődik, Dee Dee volt az elsődleges szövegíró olyan dalokkal, mint a 53rd & 3rd, Commando, Rockaway Beach és a Poison Heart. Ő volt a zenekar basszusgitárosa az 1974-es megalakulástól 1989-ig. Miután kiszállt, rövid életű rap karrierbe kezdett Dee Dee King néven. Később Dee Dee visszatért punk gyökereihez és kiadott 3 szólóalbumot teljesen új dalokkal (többet később Ramones kiadásokon hallhattunk). Dee Dee ezeken kívül feleségül vett egy argentin tinédzsert, Barbara Zampini-t, végigturnézta a világot (saját, Ramones, és általa kedvelt számokat játszott) kis klubokban és a Ramones 1996-os visszavonulásáig írt nekik dalokat.
Dee Dee heroinfüggőségben szenvedett. Tinédzserkorában kezdett drogozni, majd felnőtt élete nagy részében is folytatta. A 90-es évek elején úgy tűnt, leszokott és nagyjából tiszta is maradt egészen 2002-ig, amikor heroinmérgezésben meghalt.

## Életrajz

### Gyerekkor
Dee Dee Fort Lee-ben Virginiában született de Berlinben, Németországban élt édesapjával - aki amerikai katona volt és ott állomásozott - és német származású édesanyjával. A szülei különváltak késő gyerekkora, korai tinédzserkora körül, így Berlinben élt 16 éves koráig, amikor édesanyjával New Yorkba, Queensbe, Forrest Hillbe költöztek. Itt találkozott John Cummingsszal és Thomas Erdelyivel (később Johnny és Tommy Ramone) és egy The Tangerine Puppets nevű zenekarban játszott, ami egy Donovan szám után lett elnevezve.

### Ramones
1974-ben Johnny és Dee Dee megalakította a Ramones-t Jeffrey Hyman (Joey Ramone) dobossal, aki hamarosan átvette az éneklést Dee Dee-től, mivel az ő hangja nem bírta tovább pár számnál. Joey azt is mondta, hogy úgyse tud egyszerre énekelni és basszusgitározni. Dee Dee találta ki a Ramones nevet mert olvasta, hogy Paul McCartney gyakran Paul Ramon néven jelentkezett be szállodákba. Egy "e"-t tett a vezetéknév végére és az összes tag felvette a Ramone nevet.
Dee Dee írta vagy részben írta a nagy részét a Ramones repertoárnak. Mint a "53rd and 3rd" (dal a férfi prostitúcióról az 53. utca és a 3. sugárúton Manhattanban, állítólag saját élmény alapján), "Glad To See You Go" , "It's a Long Way Back to Germany" , "Chinese Rock", "Wart Hog" (Dee Dee a rehabon írta). Miután kilépett a Ramonesból, még írt nekik dalokat, és minden albumon legalább három számban közreműködött.

### Poszt-Ramones
1989-ben, miután kilépett a Ramones-ból, Dee Dee rövid rapper karrierbe kezdett "Dee Dee King" néven a Standing In The Spotlight albummal (a Funky Monkey albumot 1987-ben vette fel, mielőtt kilépett a Ramones-ból). Matt Carlson kritikus írta a CD-ről: " úgy fog bevonulni a pop krónikájába, mint minden idők legrosszabb lemeze. Ami persze nagyon jó gyűjtődarabbá teszi." Miután az album megbukott, Dee Dee visszatért a punk rockhoz olyan zenekarokkal, mint a Sprokkett vagy a The Spikey Tops.
1992-ben Dee Dee megalapította a The Chinese Dragons-t, amit az ICLC követett 1994-1996-ig. Az ICLC-nek megjelent egy EP-je és egy albuma, az I Hate Freaks Like You.
Argentínában 1994 novemberében Dee Dee épp az utcán kereste ellopott gitárját, amikor találkozott a 16 éves Barbara Zampinivel, egy Ramones rajongóval, aki 2 éve basszusgitározott. 1996-ban New Yorkban egy egyszerű esküvőn házasodtak össze.
Dee Dee különleges vendég volt az utolsó Ramones koncerten Los Angeles-ben a The Palace-ben 1996. augusztus 6-án. Elénekelte a "Love Skills"-t (C.J. Ramones volt a zenekar basszusgitárosa). Eltévesztett két versszakot (pedig ő írta a dalt), hamisan énekelt és előbb kezdte el.
Mielőtt a Ramones visszavonult, Dee Dee alapított egy Ramones tribute zenekart a The Ramains-t (később The Ramainz) feleségével, Barbarával (Barbara Ramone, basszusgitár) és Ramones tagokkal: CJ (gitár), Marky (dob). Ezen kívül adott ki szólóalbumokat Dee Dee Ramone néven is: "Zonked/Ain't It Fun" (1996), "Do The Bikini Dance" (2002), "Hop Around" (1999) és "Greates & Latest" (2000). Dee Dee 
hangja hallható még Nina Hagen Freud Euch (1995) albumán és Furious George Goes Ape! EP-jén (1996).
2000-ben megalapította a Dee Dee Ramone zenekart, a tagok a következők voltak: Dee Dee (ének, gitár/basszusgitár), Christian Black (ének, gitár), Anthony Smedile (dob), Chase Manhattan (dob) és Stefan Adika (basszusgitár). Ezzel a zenekarral turnézott Dee Dee, amíg meg nem halt.
Dee Dee átköltözött a nyugati partra, hogy színészi karrierbe kezdjen. Meg is kapta a főszerepet, a pápa szerepét a Bikini Bandits című filmben és közreműködött az "In A Movie" című számban, amiben felesége, Barbara énekel.
Következő albuma egy koncertlemez lett volna Gilby Clarke (ex- Guns N’Roses) producerrel, 2002. június 12-én a hollywoodi Key Club Hollywoodban.

### Halála
Dee Dee holttestét felesége, Barbara találta meg 2002. június 5-én kaliforniai, hollywoodi otthonukban. A boncolás heroin-túladagolást állapított meg.
Dee Dee Kaliforniában, Hollywoodban van eltemetve a Hollywood Forever Cemetery-ben. A sírkövén rajta van a Ramones-„pecsét”, körülötte pedig ez olvasható: „I feel so safe flying on a ray on the highest trails above” a „Highest Trails Above” című dalából. Az alapjánál pedig egy mondását írták ki: „Rendben… most el kell mennem.”

## Írások
Dee Dee Ramones néven két könyvet írt a Poison Heart: Surviving The Ramones-t és Legend Of A Rockstar-t, ami egy napló és közvetítés utolsó 2001-es tavaszi európai turnéjáról. Mindkettő úgy lett kiadva mint valós önéletrajzok annak ellenére, hogy a "Legend of A Rockstar"-ban Dee Dee megöl egy biztonsági őrt.
Dee Dee írt még egy regényt Chelsea Horror Hotel címmel amiben beköltöznek New York híres Chelsea hotelébe és abba a szobába kerülnek ahol állítólag Sid Vicious megölte barátnőjét Nancy Spungen-t. A könyvben Sid meglátogatja Dee Dee-t más halott punk rocker barátaival együtt mint Johnny Thunders, Stiv Bators és Jerry Nolan.

## Diszkográfia

### Albumok a Ramones-szal
- Ramones (1976)
- Leave Home (1977)
- Rocket To Russia (1977)
- Road To Ruin (1978)
- End Of The Century (1980)
- Pleasant Dreams (1981)
- Subterranean Jungle (1983)
- Too Tough To Die (1984)
- Animal Box (1986)
- Halfway To Sanity (1987)
- Brain Drain (1989)

### Szólóalbumok
- Standing In The Spotlight (1989) (Dee Dee King néven)
- I Hate Freaks Like You (1995)
- Zonked (1997)
- Hop Around (2000)
- Greatest & Latest (2000)
- Too Tough To Die Live In NYC (2003)
- I (still) Hate Creeps Like You (2007)

### Kislemezek a Ramones-szal
- Blitzkrieg Bop (1976)
- I Wanna Be Your Boyfriend (1976)
- I Remember You (1977)
- Swallow My Pride (1977)
- Sheena Is a Punk Rocker (1977)
- Rockaway Beach (1977)
- Do You Wanna Dance? (1978)
- Don't Come Close (1978)
- Needles and Pins (1978)
- She's the One (1979)
- Rock 'n' Roll High School (1979)
- Baby, I Love You (1980)
- Do You Remember Rock 'n' Roll Radio? (1980)
- We Want the Airwaves (1981)
- She's a Sensation (1981)
- Psycho Therapy (1983)
- Time Has Come Today (1983)
- Howling at the Moon (Sha-La-La) (1984)
- Chasing the Night (1985)
- My Brain Is Hanging Upside Down (Bonzo Goes to Bitburg) (1985)
- Somebody Put Something in My Drink (1986)
- Something to Believe In (1986)
- Crummy Stuff (1986)
- A Real Cool Time (1987)
- I Wanna Live (1987)
- Pet Sematary (1989)
- I Believe in Miracles (1989)

### Szólókislemezek
- Funky Man (1987) (Dee Dee King néven)
- What About Me? (1993)
- Chinese Bitch (1994)
- Do The Bikini Dance (2002)
- Bikini Bandits (2002) the theme from Bikini Bandits Experience
- Dee Dee Ramone / Terrorgruppe split single (2002)
- Born To Lose (2002)
- Dee Dee Ramone (2002)

## Fordítás
- Ez a szócikk részben vagy egészben  a   Dee Dee Ramone című angol Wikipédia-szócikk fordításán alapul.  Az eredeti cikk szerkesztőit annak laptörténete sorolja fel. Ez a jelzés csupán a megfogalmazás eredetét és a szerzői jogokat jelzi, nem szolgál a cikkben szereplő információk forrásmegjelöléseként.